# Bilka Station
Bilka Station er en letbanestation på Odense Letbane, beliggende på Niels Bohrs Allé ved Bilka i Odense. Stationen åbnede sammen med letbanen 28. maj 2022.
Letbanen ligger i en græsbelægning på den nordlige side af Niels Bohrs Allé. Stationen ligger lige vest for krydset med Ørbækvej og består af to spor med hver sin sideliggende perron.
Nord for stationen ligger hypermarkedet Bilka og forskellige andre butikker. Syd for er der et grønt område ved Lindved Å. Øst for krydset ligger der flere virksomheder og Grundejerforeningen Slagkrogen.
Bilka
| Foregående station    |  | Odense Letbane                       |  | Efterfølgende station    |
| --------------------- |  | ------------------------------------ |  | ------------------------ |
| IKEA mod Tarup Center |  | Tarup Center - Hjallese fra maj 2022 |  | Cortex Park mod Hjallese |